# 莫尔恰诺-迪莱乌卡
莫尔恰诺-迪莱乌卡（義大利語：Morciano di Leuca），是意大利莱切省的一个市镇。总面积13平方公里，人口3484人，人口密度268.0人/平方公里（2009年）。ISTAT代码为075050。